# Arhopala
Arhopala is een geslacht van vlinders uit de familie Lycaenidae en de onderfamilie Theclinae.

## Soorten
- A. aboe (De Nicéville, 1895)
- A. abseus (Hewitson, 1862)
- A. ace De Nicéville, 1892
- A. acestes De Nicéville, 1892
- A. acetes (Hewitson, 1862)
- A. achelous (Hewitson, 1862)
- A. adala (De Nicéville, 1895)
- A. adulans (De Nicéville, 1895)
- A. aedias (Hewitson, 1862)
- A. aeeta De Nicéville, 1892
- A. aenigma Eliot, 1972
- A. aexone (Hewitson, 1863)
- A. agelastus (Hewitson, 1862)
- A. agesias (Hewitson, 1862)
- A. agrata De Nicéville, 1890
- A. alemon De Nicéville, 1891
- A. alkisthenes Fruhstorfer, 1934
- A. allata (Staudinger, 1889)
- A. amantes (Hewitson, 1862)
- A. amatrix De Nicéville, 1891
- A. ammon (Hewitson, 1862)
- A. ammonides (Doherty, 1891)
- A. amytis (Hewitson, 1862)
- A. anamuta Semper, 1890
- A. anarte (Hewitson, 1862)
- A. andamanica Wood-Mason & de Niceville, 1881
- A. anella (De Nicéville, 1895)
- A. anila De Nicéville, 1896
- A. antharita Smith, 1894
- A. anthore (Hewitson, 1862)
- A. antimuta Felder, 1865
- A. antura Swinhoe, 1911
- A. apha (De Nicéville, 1895)
- A. arama (De Nicéville, 1895)
- A. arata Tytler, 1915
- A. arca De Nicéville, 1892
- A. argentea Staudinger, 1888
- A. ariana (Evans, 1925)
- A. ariel (Doherty, 1891)
- A. aroa (Hewitson, 1863)
- A. arta Evans, 1957
- A. arvina (Hewitson, 1863)
- A. asia De Nicéville, 1892
- A. asoka (De Nicéville, 1884)
- A. asopia (Hewitson, 1869)
- A. atosia (Hewitson, 1863)
- A. atra Evans, 1957
- A. auzea De Nicéville, 1896
- A. avathina Corbet, 1941
- A. axina Evans, 1957
- A. azata De Nicéville, 1896
- A. azinis De Nicéville, 1896
- A. baluensis Bethune-Baker, 1904
- A. barami Bethune-Baker, 1903
- A. basiviridis De Nicéville, 1891
- A. bazalus (Hewitson, 1862)
- A. belphoebe Doherty, 1889
- A. bella Bethune-Baker, 1896
- A. birmana (Moore, 1883)
- A. bosnikiana Joicey & Talbot, 1916
- A. brahma Bethune-Baker, 1897
- A. brooki Bethune-Baker, 1903
- A. buddha Bethune-Baker, 1903
- A. buruensis Holland, 1900
- A. camdana Corbet, 1941
- A. camdeo (Moore, 1857)
- A. canulia (Hewitson, 1869)
- A. cardoni Corbet, 1941
- A. carolina Holland, 1900
- A. catori Bethune-Baker, 1903
- A. cidona Fruhstorfer, 1934
- A. clarissa Smith, 1897
- A. comica De Nicéville, 1900
- A. constanceae (De Nicéville, 1895)
- A. cooperi (Evans, 1925)
- A. corinda (Hewitson, 1869)
- A. critala (Felder, 1860)
- A. chamaeleona Bethune-Baker, 1903
- A. chinensis Felder, 1865
- A. dajagaka Bethune-Baker, 1896
- A. dama Swinhoe, 1911
- A. dascia Swinhoe, 1917
- A. davaona Semper, 1890
- A. davisoni De Nicéville, 1890
- A. deva Bethune-Baker, 1896
- A. diardi (Hewitson, 1862)
- A. dohertyi Bethune-Baker, 1903
- A. doreena Parsons
- A. drucei Bethune-Baker, 1896
- A. duessa Doherty, 1889
- A. elagabulus Fruhstorfer, 1934
- A. elopura Druce, 1894
- A. ellisi Evans, 1914

- A. epimete (Staudinger, 1889)
- A. epimuta (Moore, 1857)
- A. etena Corbet
- A. eumolphus (Cramer, 1782)
- A. eupolis (Miskin, 1890)
- A. eurisus Druce, 1891
- A. fulgida (Hewitson, 1863)
- A. gunongensis (Bethune-Baker, 1897)
- A. halmaheira Bethune-Baker, 1904
- A. havilandi Bethune-Baker, 1896
- A. helianthes Grose-Smith, 1902
- A. helius (Cramer, 1782)
- A. hellada Fruhstorfer, 1934
- A. hellenore Doherty, 1889
- A. horsfieldi (Pagenstecher, 1890)
- A. hylander Smith, 1894
- A. ijauensis (Bethune-Baker, 1897)
- A. incerta Moulton, 1911
- A. inornata (Felder, 1860)
- A. interniplaga Strand, 1913
- A. irregularis Bethune-Baker, 1903
- A. kiriwinii Bethune-Baker, 1903
- A. kounga Bethune-Baker, 1896
- A. labuana Bethune-Baker, 1896
- A. leo Druce, 1894
- A. malayika Bethune-Baker, 1903
- A. meander Boisduval, 1832
- A. milleri Corbet, 1941
- A. mirabella Doherty, 1889
- A. moolaina (Moore, 1878)
- A. moorei Bethune-Baker, 1896
- A. morphina (Distant, 1884)
- A. myrtale (Staudinger, 1889)
- A. myrzala (Hewitson, 1869)
- A. myrzalina Corbet, 1941
- A. nicevillei Bethune-Baker, 1903
- A. nobilis (Felder, 1860)
- A. normani Eliot, 1972
- A. oenea (Hewitson, 1869)
- A. ormistoni Riley, 1920
- A. padus (Felder, 1865)
- A. pagaiensis Ollenbach, 1921
- A. paramuta (De Nicéville, 1884)
- A. pastorella Doherty, 1889
- A. penaga Corbet
- A. periander Smith, 1894
- A. perissa Doherty, 1889
- A. phaenops Felder, 1865
- A. phryxus (Boisduval, 1832)
- A. rafflesii De Nicéville, 1890
- A. restricta Rothschild, 1917
- A. rileyi Joicey & Talbot, 1922
- A. sacharja Fruhstorfer, 1934
- A. sandakani Bethune-Baker, 1896
- A. sangira (Bethune-Baker, 1897)
- A. sarawaca Moulton, 1911
- A. sceva Bethune-Baker, 1903
- A. selta (Hewitson, 1869)
- A. semperi Bethune-Baker, 1896
- A. shelfordi Moulton, 1911
- A. similis (Druce, 1895)
- A. sintanga Corbet, 1948
- A. staudingeri Semper, 1890
- A. straatmanni Nieuwenhuis, 1969
- A. strophe (Smith, 1897)
- A. stubbsi Eliot, 1962
- A. sublustris Bethune-Baker, 1904
- A. temerion Fruhstorfer
- A. thamyras (Linnaeus, 1758)
- A. trionaea Semper, 1890
- A. tropaea Corbet, 1941
- A. tyrannus Felder, 1865
- A. vihara (Felder, 1860)
- A. viridissima Swinhoe, 1890
- A. wallacei Corbet, 1941
- A. waterstradti Bethune-Baker, 1896
- A. weelii Piepers & Snellen, 1918
- A. wildeyana Corbet, 1941
- A. woodii Ollenbach, 1921
- A. zeta (Moore, 1877)
- A. zylda Corbet, 1941